# Битва при Ласварі
Битва при Ласварі відбулася 1 листопада 1803 року, є складовою другої англо-маратхської війни.

## Перебіг бою та наслідки

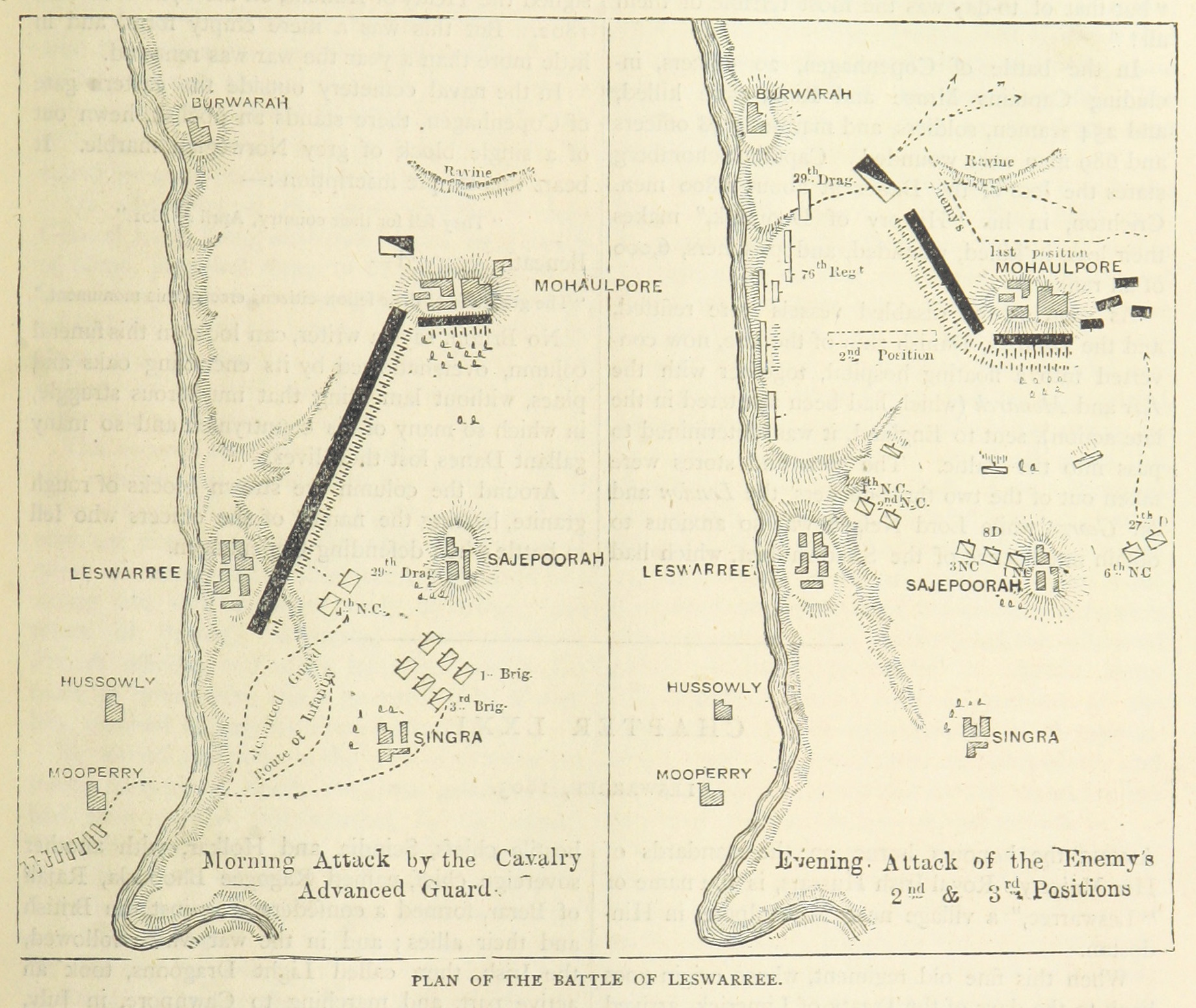
Мапа битви

Британським силам чисельністю 10000 чоловік під командою Джерарда Лейка з допоміжними індійськими військовими силами із Алвару протистояли маратхські армії чисельністю до 9000 з 72-ма гарматами та 4000–5000 кавалерії.
Піхота маратхів довгий час билася, відстоюючи займані позиції, поки останні з них не були змушені капітулювати, кавелерія також зазнала серйозних втрат. Британцями було захоплено 72 гармати та велику кількість набоїв.
Наслідком поразки під Ласварі стало підписання Рашходжі II Бхонсле Деагаонського договору з британськими представниками, по якому він їм передав провінцію Каттак, включаючи місто Баласор

## Принагідно
- The Anglo-Maratha Campaigns and the Contest for India: The Struggle for Control of the South Asian Military Economy